# 马修·邓恩
马修·邓恩（英語：Matthew Dunn，1973年9月2日—），澳大利亚男子游泳运动员。他曾代表澳大利亚参加1994年和1998年英联邦运动会游泳比赛，获得五枚金牌。他也曾参加1992年、1996年和2000年夏季奥运会。